# Émile Scharwath
Émile Scharwath (Strasburgo, 20 luglio 1904 – 5 ottobre 1980) è stato un calciatore francese, di ruolo centrocampista.

## Carriera

### Nazionale
Ha collezionato 8 presenze con la propria Nazionale.